# Neolucanus sinicus sinicus
Neolucanus sinicus sinicus es una subespecie de coleóptero de la familia Lucanidae.

## Distribución geográfica
Habita en China.